# Van Diemen's Land (pel·lícula)
Van Diemen's Land és una pel·lícula de thriller australiana del 2009 ambientada el 1822 a la Tasmània colonial. Segueix la història de l'infame condemnat irlandès, Alexander Pearce, interpretat per Oscar Redding la seva fugida amb altres set condemnats. La veu en off i alguns dels diàlegs estan en irlandès.

## Trama
La pel·lícula té lloc l'any 1822 a Tasmània i està basada en una història real. Un grup de condemnats transportats, patint un tractament brutal a l'assentament penal de Sarah Island a la Terra de Van Diemen, com es coneixia aleshores Tasmània (fins al 1856), s'escapa al desert amb l'esperança d'arribar als assentaments a l'est. El seu entusiasme i valentia aviat donen pas a la fam, que minva les seves forces i els fa desesperar. Els antics habitants urbans, els condemnats anglesos, irlandesos i escocesos s'adonen que no sols s'han perdut, sinó que ni tan sols saben caçar o pescar. La fam i la desesperació obliguen el grup a canviar al canibalisme, i la banda està separada per una diferència d'opinió sobre això. Alguns dels membres del grup se separen i caminen cap a la seva mort imminent. Els homes fan tot el possible per seguir movent-se, vigilar-se l'esquena i evitar dormir, no sigui que siguin el proper àpat.

### Convictes
- Alexander Pearce - 32 anys, irlandès, lladre[8]
- Robert Greenhill – 32 anys, anglès, mariner
- Matthew Travers – 27 anys, irlandès, pagès
- Alexander Dalton - 25 anys, irlandès, exsoldat
- John Mather – 24 anys, escocès, forner de pa
- Thomas Bodenham - 22, anglès, lladre
- William Kennerly – 44, irlandès, lladre
- Edward 'Little' Brown – 48 anys, anglès, professió desconeguda

## Repartiment
- Oscar Redding com a Alexander Pearce
- Arthur Angel com a Robert Greenhill
- Paul Ashcroft com Matthew Travers
- Mark Leonard Winter com a Alexander Dalton
- Torquil Neilson com a John Mather
- Thomas Wright com a Thomas Bodenham
- Greg Stone com a William Kennerly
- John Francis Howard com Edward 'Little' Brown

## Llançament i recepció
Van Diemen's Land es va estrenar als cinemes australians el 24 de setembre de 2009, i va ser qualificat com a MA15+ per "violència forta i llenguatge groller". Va rebre crítiques majoritàriament positives i va obtenir una puntuació d'aprovació del 80% a Rotten Tomatoes basat en 10 comentaris amb una nota mitjana de 6,6/10. Durant el cap de setmana d'estrena, la pel·lícula va recaptar 39.939 dòlars als 9 cinemes que es va projectar (4.438 dòlars de mitjana).
La pel·lícula va guanyar 2 premis l'any 2009: XLII Festival Internacional de Cinema Fantàstic de Catalunya (Premi Noves Visions - Menció Especial) i Premi Festival de Cinema de TorÍ al Millor Guió - Menció Especial.

## Taquilla
Van Diemen's Land va recaptar 289.858 dòlars a les taquilles d'Austràlia.